# (210432) Dietmarhopp
(210432) Dietmarhopp ist ein Asteroid des äußeren Hauptgürtels, der vom deutschen Astronomen Felix Hormuth am 8. Dezember 2008 am spanischen Calar-Alto-Observatorium (IAU-Code 493) entdeckt wurde. Sichtungen des Asteroiden hatte es schon am 3. Dezember 2002 unter der vorläufigen Bezeichnung 2002 XF118 im Rahmen des Projekts Near Earth Asteroid Tracking am Palomar-Observatorium gegeben.
Der Asteroid gehört zur Ursula-Familie, einer mehrere Milliarden Jahre alten Asteroidenfamilie, die nach dem Asteroiden (375) Ursula benannt wurde. Die zeitlosen (nichtoskulierenden) Bahnelemente von (210432) Dietmarhopp sind fast identisch mit denjenigen zweier größerer Asteroiden: (98984) 2001 DK25 und (101710) 1999 DQ.
Der mittlere Durchmesser des Asteroiden wurde mithilfe des Wide-Field Infrared Survey Explorers (WISE) grob mit 3,467 (± 0,469) km berechnet, die Albedo mit 0,096 (± 0,027).
(210432) Dietmarhopp wurde am 27. Mai 2010 auf Vorschlag von Felix Hormuth nach dem deutschen Unternehmer Dietmar Hopp benannt. In der Widmung besonders hervorgehoben wird seine Dietmar Hopp Stiftung.